# ميخائيل بروير
ميخائيل بروير (بالهولندية: Michael Brouwer)‏ (21 يناير 1993 - ) هو لاعب كرة قدم هولندي في مركز حراسة المرمى. لعب مع هيراكليس ألميلو.

## وصلات خارجية
- ميخائيل بروير على موقع قاعدة بيانات كرة القدم.إي يو (الإنجليزية)
- ميخائيل بروير على موقع Soccerway.com (الإنجليزية)
- ميخائيل بروير على موقع عالم كرة القدم.نت (الإنجليزية)